# Вільям Джастін Кролл
Вільям Джастін Кролл (народився як Гійом Джастін Кролл; 24 листопада 1889 — 30 березня 1973) — люксембурзький металург, найбільш відомий завдяки винаходу в 1940 році технологічного процесу пірометалургійного виробництва титану з руди — процесу Кролла.

## Життєдіяльність
Вільям Джастін Кролл народився 24 листопада 1889 року в Люксембурзі в місті Еш-сюр-Альзетт. Його дитинство пройшло біля доменної печі на підприємстві його батька.
1909 року Вільгельм Кролл закінчив Люксембурзьку вищу школу Атенеум, а в 1910 році поступив на навчання на факультет металургії в Технічній вищій школі в Шарлоттенбурзі в Берліні, яку закінчив у 1914 році. Наступні чотири роки працював там над дисертаційною роботою під керівництвом відомого професора Гофмана. Після успішного захисту отримав науковий ступінь доктора.
1918 року, працюючи в Німеччині, Кролл винайшов ефективний підшипниковий сплав на основі свинцю, який продавався під назвою Lurgi metal. Працюючи у різних компаніях Німеччини, Австрії та Угорщини, він розробляв, серед іншого, свинцево — алюмінієві сплави. 1922 року в Австрії він розробив ливарні алюмінієві сплави, відомі як Alusil і Alsia, які використовувалися переважно для лиття поршнів. На ці винаходи він отримав низку патентів.
1923 року Кролл повернувся до Люксембургу. Там створив власну невелику лабораторію, в якій працював практично одноосібно в різних галузях металургії.
1929 року запропонував дисперсійне зміцнення неіржавної сталі за рахунок мікролегування її титаном та зміцнення внаслідок виділення унаслідок старіння дисперсних частинок карбіду титану.
У 1930-х роках він зосередився на вивченні титану та його сплавів. На той час титан не мав промислового застосування, оскільки його з 1910 року виготовляли методом Метью Хантера, відомим як процес Хантера. Процес Хантера був малоефективним, не забезпечував достатньої для промислового застосування кількості титану, тому обмежувався лабораторним виробництвом.
Наприкінці 1930-х років Кролл розробив процес пірометалургійного виробництва титану шляхом відновлення його магнієм з тетрахлориду титану TiCl4, відомий як процес Кролла. Кролл подав заявку на патент в 1938 році, і в 1940 році отримав патент. 1938 року титан був вперше виготовлений цим способом на заводі Cerametal у Берельданґе, Люксембург.
У жовтні цього ж року Вільям Кролл відвідав різні підприємства кольорової металургії США, показуючи свої зразки титану, але інтересу до титану в той час було мало або зовсім не було. Розчарований, він повернувся до Люксембургу.
Пізніше Кролл використав аналогічний метод для отримання інших металів, таких як цирконій і гафній, відновленням з галогенідів.
У лютому 1940 року перед загрозою окупації Люксембургу нацистською Німеччиною він емігрував до США. У травні 1940 року німецькі війська вторглися в Люксембург, окупувавши країну на наступні чотири роки. 4 грудня 1940 року Кролл подав заявку на отримання громадянства США.
Спочатку він працював інженером-консультантом у дослідницькій лабораторії відомої фірми Union Carbide and Carbon.
Коли США оголосили війну країнам Осі у грудні 1941 року патент Кролла був конфіскований урядом США, оскільки він підпадав під дію Закону про опікунів власності іноземців. Це призвело до семирічної судової тяганини, яка завершилася на користь Вільяма Кролла. Витрати на судовий процес у понад 1 мільйон доларів з'їли присуджену компенсацію. Поступово уряд США та промисловість почали визнавати потенціал титану. 1944 року уряд США заснував у Боулдері, штат Колорадо центр з дослідження титану, а наприкінці 1948 року хімічний концерн Дюпон де Немур розпочав комерційне виробництво титану за методом Кролла.
Тим часом Кролл зосередився на дослідженнях цирконію. 1945 року він став консультантом-металургом у Міністерстві внутрішніх справ США, Дослідницького центру Гірничого бюро США в Олбані, Орегон. Перша цирконієва стрічка була провальцьована в Дослідницькому центрі у серпні 1946 року.
1951 року Вільям Кролл став викладачем Університет штату Орегон, де передавав свої знання студентам та продовжував дослідження. У цьому ж році заснував некомерційний фонд з дослідження металів, який надавав стипендії та гранти в США та Європі.
Однією з визначних спадщин Вільяма Дж. Кролла у США є заснований і фінансований згідно із його заповітом у 1974 році Інститут Кролла в громадському дослідницькому гірничому університеті в Голдені штату Колорадо. Метою Інституту було створення Центру передового досвіду в галузі добувної металургії. З моменту свого заснування Інститут Кролла надавав фінансову підтримку як студентам, так і аспірантам, багато з яких згодом, зробили важливий внесок на національному та міжнародному рівнях у галузі видобутку корисних копалин, металів і сучасних матеріалів.
Доктор Вільям Дж. Кролл повернувся до Європи в 1961 році, де він проживав зі своїм братом поблизу Брюсселя аж до своєї смерті 30 березня 1973 року. Пізніше його поховали в Люксембурзі.

## Визнання та нагороди
За період своєї дослідницької діяльності Вільям Кролл отримав понад 50 патентів на металеві сплави. У 2000 році Кролл був посмертно введений до Національної зали слави винахідників США.
Був відзначений нагородами:
- медаль Френсіса Дж. Кламера від Інститута Франкліна в 1954 році;
- золота медаль Джеймса Дугласа від Американського інституту інженерів гірничої, металургійної та нафтової промисловості в 1954 році;
- премія Альберта Совера від Американського товариства металів у 1955 році[8];
- медаль Перкіна в 1958 році;
- премія Едварда Гудрича Ачесона від Електрохімічного товариства в 1958 році[9]

Отримав почесні докторські ступені в п'яти університетах.
На його честь названі вулиці у містах Люксембург та Еш-сюр-Альзетт.
У вересні 2018 року середня професійно-технічна школа в Еш-сюр-Альзетт, Lycée technique d'Esch-sur-Alzette, була перейменована на Lycée Guillaume-Kroll.